# UFC 17
UFC 17: Redemption fue un evento de artes marciales mixtas celebrado por Ultimate Fighting Championship el 15 de mayo de 1998 en el Mobile Civic Center, ubicado en Mobile, Alabama.

## Historia
UFC 17 fue el último evento de UFC (aparte de UFC 23), que contó con el formato de estilo "torneo".

## Resultados
1. ↑  Por el Campeonato de Peso Semipesado de UFC.

## Desarrollo
|  | Semifinales   | Semifinales   | Semifinales   |               |               | Final         | Final | Final |  |
|  |               |               |               |               |               |               |       |       |  |
|  |               |               |               |               |               |               |       |       |  |
|  | Dan Henderson | Dan Henderson | DEC           |               |               |               |       |       |  |
|  | Dan Henderson | Dan Henderson | DEC           |               |               |               |       |       |  |
|  | Allan Goes    | Allan Goes    | 15:00         |               |               |               |       |       |  |
|  | Allan Goes    | Allan Goes    | 15:00         |               | Dan Henderson | Dan Henderson | DEC   |       |  |
|  |               |               |               |               | Dan Henderson | Dan Henderson | DEC   |       |  |
|  |               |               | Carlos Newton | Carlos Newton | 15:00         |               |       |       |  |
|  | Carlos Newton | Carlos Newton | Carlos Newton | Carlos Newton | 15:00         | SUM           |       |       |  |
|  | Carlos Newton | Carlos Newton |               |               |               | SUM           |       |       |  |
|  | Bob Gilstrap  | Bob Gilstrap  | 0:52          |               |               |               |       |       |  |
|  | Bob Gilstrap  | Bob Gilstrap  | 0:52          |               |               |               |       |       |  |
|  |               |               |               |               |               |               |       |       |  |